# 2013 GB138
2013 GB138, também escrito como 2013 GB138, é um objeto transnetuniano que está localizado no Cinturão de Kuiper, uma região do Sistema Solar. Este corpo celeste é classificado como um cubewano. Ele possui uma magnitude absoluta de 7,3 e tem um diâmetro estimado de 153 km.

## Descoberta
2013 GB138 foi descoberto no dia 9 de abril de 2013 pelo Outer Solar System Origins Survey.

## Órbita
A órbita de 2013 GB138 tem uma excentricidade de 0,045 e possui um semieixo maior de 43,183 UA. O seu periélio leva o mesmo a uma distância de 41,250 UA em relação ao Sol e seu afélio a 45,115 UA.